# فیل زاکرمن
فیل جوزف زاکرمن (به انگلیسی: Phil Zuckerman)؛ (زادۀ 26 ژوئن ۱۹۶۹) استاد جامعه‌شناسی و مطالعات سکولار در کالج پیتزر کلرمونت، کالیفرنیا است. او در جامعه‌شناسی سکولاریته اساسی تخصص دارد. او نویسنده چند کتاب شامل زندگی در زندگی سکولار (2014)، معنای اخلاقی بودن (2019)، جامعه بدون خدا (2008) که به خاطر آن جایزه کتاب نقره‌ای سال فورورد مجله را از آن خود کرد، و ایمان دیگر (2011) است.

## زندگی اولیه و تحصیل
در 26 ژوئن ۱۹۶۹ از والدینی سکولار یهودی اشکنازی در لس آنجلس، کالیفرنیا زاده شد. زاکرمن در پسیفیک اقیانوس آرام بزرگ شد و در کالج سانتا مونیکا تحصیل کرد. او به دانشگاه اورگن در یوجین منتقل شد و در آنجا مدرک لیسانس هنر (1992)، کارشناسی ارشد هنر (1995)، و دکترای فلسفه (1998) را در جامعه‌شناسی دریافت کرد.

## شغل
زاکرمن استاد جامعه‌شناسی و مطالعات سکولار در کالج پیتزر در کلرمونت، کالیفرنیا است. او همچنین یک استاد کمکی وابسته در دانشگاه دانش‌آموختگان کلرمونت است. وی در سال‌های 2006 و 2010 استاد مهمان در دانشگاه آرهوس در دانمارک بود.
او به عنوان ویراستار سری ویژه مجموعه کتاب مطالعات سکولار منتشر شده توسط انتشارات دانشگاه ایالتی نیویورک فعالیت می کند.
او مدیر اجرایی خیریه جهانی انسان‌گرا است که قبلا به عنوان موسسه مغزهای درخشان شناخته می شد. که در 51 کشور برای تأمین مالی آموزش سکولار، دانشجویان انسان‌گرا، گروه‌های زنان، کودکان بی سرپرست، خطوط کمکی، و ارائه دوره‌های کارآموزی توسعه در آفریقا و هند فعالیت می‌کند.
زاکرمن عضو هیئت تحریریه سکولاریسم و غیر دین است و یکی از برگزارکنندگان کنفرانس شبکه تحقیقاتی غیر دینی و سکولاریته است.
او همچنین عضو هیئت تحریریه مجله مطالعات سکولار است. 
زوکرمن ویراستار پژوهشی و نویسنده مشارکت کننده در OnlySky است. یک پلتفرم آنلاین «به حفاظت از دموکراسی سکولار آمریکا از طریق روزنامه‌نگاری مبتنی بر واقعیت، داستان سرایی و تفسیر اختصاص داده شده است.»
علایق پژوهشی او سکولاریسم، آتئیسم، ارتداد و فرهنگ اسکاندیناوی است.

### اثر منتشر شده

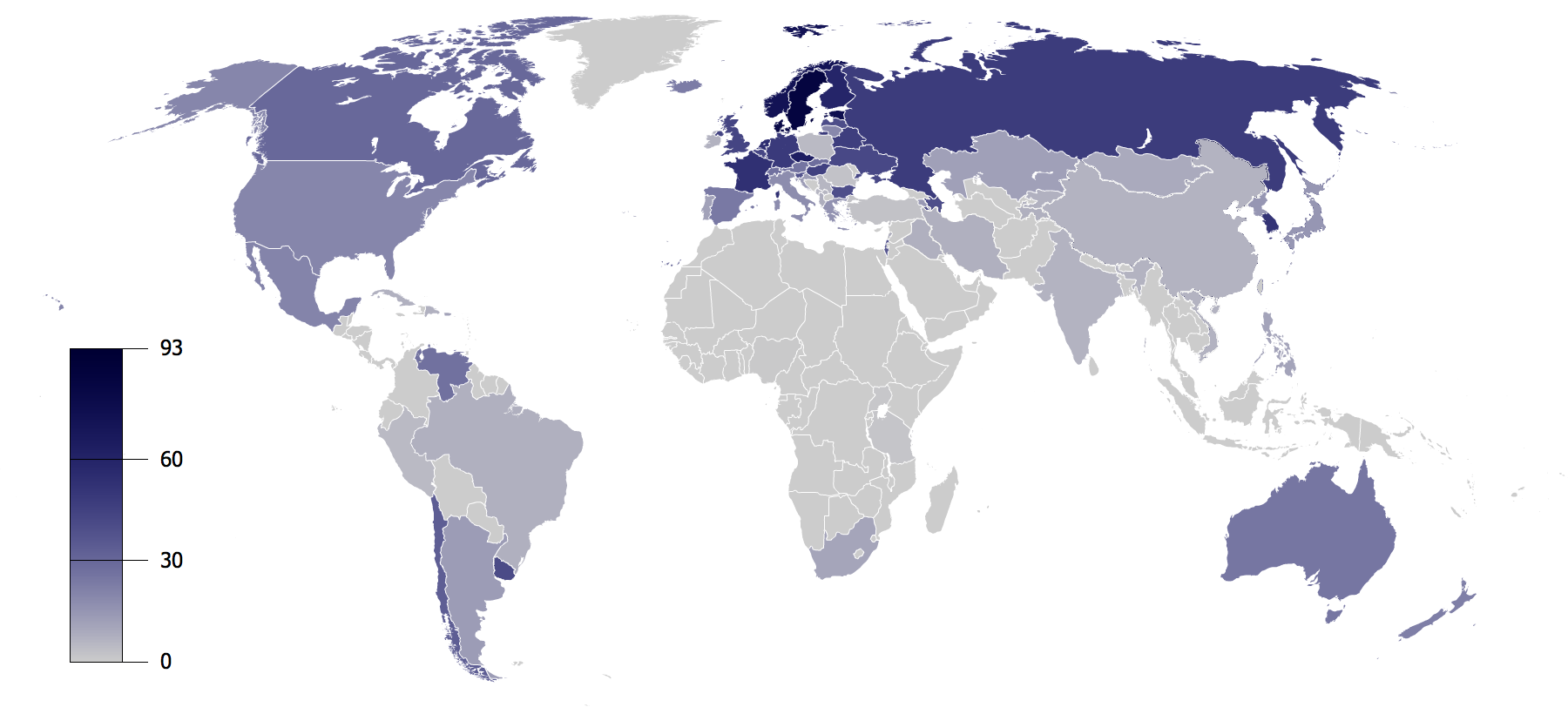
تحلیل فیل زاکرمن سطوح متفاوتی از خداناباوران و آگنوستیک ها را در کشورهای سراسر جهان پیدا می کند

فیل زاکرمن نویسنده هفت کتاب است:
- غیر مذهبی ها[۲۳] با همکاری لوک گالن و فرانک پاسکوال نوشته شده است.
- زندگی سکولار؛[۲۴]
- دیگر ایمان نیست؛[۲۵]
- جامعه بدون خدا؛[۲۶]
- دعوت به جامعه شناسی دین؛[۲۷]
- اخلاق بودن به چه معناست[۲۸]
- نزاع در حرم.[۲۹]

آثار او به شش زبان از جمله زبان های فارسی، کره ای و ترکی ترجمه شده است.
کتاب فیل زاکرمن در سال 2008 با عنوان جامعه بدون خدا به این نکته اشاره می کند دانمارک و سوئد، احتمالاً کم مذهبی ترین کشورهای جهان، و احتمالاً در تاریخ جهان، از پایین ترین میزان جرم خشن در جهان [و] پایین ترین سطح فساد در جهان برخوردارند.. زاکرمن شناسایی می کند اسکاندیناوی ها نرخ نسبتاً بالایی از جنایات کوچک و سرقت دارند. ولی نرخ کلی جنایات خشونت‌آمیز آن‌ها - مانند قتل، تجاوز جنسی و تجاوز - از پایین‌ترین نرخ‌های روی زمین است. در سال 2009، ستون نویس نیویورک تایمز پیتر اشتاینفلز اظهار داشت جامعه بدون خدا شواهدی را ارائه می دهد که یک جامعه غیر مذهبی می تواند شکوفا شود. جامعه بدون خدا در سال 2008 برنده جایزه نقره ای کتاب سال توسط مجله پیشگفتار شد. و در نیویورک تایمز در مقاله ای توسط پیتر اشتاینفلز به نمایش درآمد. 
زندگی در زندگی سکولار: پاسخ های جدید به سوالات قدیمی زاکرمن در سال 2014 منتشر شد و در نیویورک تایمز توسط سوزان جاکوبی بررسی شد. زندگی در زندگی سکولار به عنوان بهترین کتاب سال 2014 توسط ناشران هفتگی انتخاب شد. و در تفسیر دیوید بروکس، ستون نویس نیویورک تایمز به نمایش درآمد.
انجمن اومانیست آمریکایی زاکرمن را به عنوان سخنران در مورد ظهور بی دینی در ایالات متحده معرفی کرده است.

### نظر عمومی
زاکرمن گفت: 20 درصد از ایالات متحده بی دین و 30 درصد از شهروندان زیر 30 سال بی‌دین  هستند. وی اظهار داشت مذهب اغلب با میهن پرستی در ایالات متحده درآمیخته می شود. وی بیان کرد در حالی که او اشتیاق و هدف بی‌خدایان آمریکایی را تحسین می کند، آنها یک اقلیت هستند، همان طور که اکثریت خداناباوران در آمریکا خشمگین نیستند، از دین متنفر نیستند و نیازی به یک انجمن برای تخلیه ندارند.
زاکرمن دریافت نرخ قتل در کشورهای اسکاندیناوی پس از لغو مجازات اعدام کاهش یافت و با استفاده از آن در ایالات متحده مخالفت کرد.
زاکرمن دریافت افراد غیرمذهبی تمایل بیشتری به سیاست مترقی دارند و افول مسیحیت پروتستان در آمریکا ضربه‌ای به اهداف محافظه‌کارانه است. زاکرمن در مورد ظهور یهودیان بی دین اظهار داشت افرادی که خود را کاملاً یا جزئی یهودی می دانند در حالی که دین ندارند. زاکرمن در این مورد اظهار داشت جنبش‌های خداناباور رو به رشد در ایالات متحده پاسخی به تأثیر راست مسیحی بود.

### برنامه مطالعات سکولار
در سال 2011 او اولین برنامه مطالعات سکولار را تأسیس کرد و در حال حاضر ریاست آن را بر عهده دارد.
هنگامی که برنامه مطالعات سکولار اعلام شد، موسسه مطالعات سکولاریسم در جامعه و فرهنگ در کالج ترینیتی اشاره کرد که این اولین برنامه‌ای است که مدرکی در مطالعات سکولار ارائه می دهد.
این برنامه به دانشجویان امکان می دهد در مطالعات سکولار، از جمله در یک دوره اصلی جامعه‌شناسی سکولاریته تحصیل کنند. نخستین دانش آموزی که از کالج پیتزر در رشته مطالعات سکولار دانش‌آموخته شد، اولین دانشجو در ایالات متحده با چنین رشته ای بود.

## زندگی شخصی
زاکرمن با همسر و سه فرزندش در کلرمونت، کالیفرنیا زندگی می کند.

## کتاب شناسی
- زاکرمن، فیل (2019): معنای اخلاقی بودن: چرا دین برای داشتن یک زندگی اخلاقی ضروری نیست؟ برکلی: مطبوعات کنترپوینت. شابک ‎۹۷۸۱۶۴۰۰۹۲۷۴۷
- زوکرمن، فیل (2016): غیر مذهبی ها: درک افراد و جوامع سکولار، لندن: انتشارات دانشگاه آکسفورد. شابک ‎۹۷۸۰۱۹۹۹۲۴۹۴۳
- زاکرمن، فیل (2014): زندگی سکولار: پاسخ های جدید به پرسش های قدیمی، لندن: انتشارات پنگوئن. شابک ‎۹۷۸۱۵۹۴۲۰۵۰۸۸
- زاکرمن، فیل (2011): ایمان دیگر: چرا مردم دین را رد می کنند، نیویورک: انتشارات دانشگاه آکسفورد. شابک ‎۹۷۸۰۱۹۹۷۴۰۰۱۷
- زاکرمن، فیل (2010): الحاد و سکولاریسم. سانتا باربارا، کالیفرنیا: پراگر. شابک ‎۹۷۸۰۳۱۳۳۵۱۸۱۵
- زوکرمن، فیل (2008): جامعه بدون خدا: آنچه کمترین اقوام مذهبی می توانند در مورد رضایت به ما بگویند، نیویورک: انتشارات دانشگاه نیویورک. شابک ‎۹۷۸۰۸۱۴۷۹۷۱۴۳
- زاکرمن، فیل؛ منینگ، کریستل (2005): جنسیت و مذهب، بلمونت، کالیفرنیا: تامسون وادسورث. شابک ‎۹۷۸۰۵۳۴۵۲۴۹۳۷
- زاکرمن، فیل (2003): دعوت به جامعه‌شناسی دین، نیویورک و لندن: روتلج. شابک ‎۹۷۸۰۴۱۵۹۴۱۲۶۶

## کتاب شناسی فارسی
- فیل زاکرمن: درآمدی بر جامعه‌شناسی دین، مترجم: خشایار دیهیمی، تهران: حکمت، 1394، 235 صفحه. شابک ‎۹۷۸۹۶۴۲۴۴۱۴۰۲